# ごごネタ!
『ごごネタ!』（ラテン文字表記：GoGoNETA!）とは、2009年12月1日から2016年3月31日までCBCテレビ（CBC）の制作により、TBS系列で放送されていたミニ生活情報・教養番組である。ハイビジョン制作。

## 概要
本番組は2009年3月30日から11月30日まで放送されていた『おとなの教室』の後継番組であり、『おとなの教室』と同様生活情報・脳内トレーニング・料理など各テーマに沿った情報を放送していた。
開始当初は5分番組であったが、2015年3月30日からは前座番組『ひるおび!・午後』（TBS制作）の枠拡大に伴い、2分・繰り下げ短縮の3分番組となった。ただし、前後の番組との合間がいずれもステブレレスになったため、番組の正味時間（約2分）には変更がなかった。
番組内容は、過去に放送された分も含めてCBCの番組ホームページで視聴可能。なお、BGMはカットされているほか、「クックTV」については火曜日以外の放送分は視聴できない。
2016年3月31日をもって終了。後番組として、翌日（同年4月1日）から本番組の前の時間帯に放送されている『ひるおび!・午後』が3分拡大となった。

## 主な番組内容

### 脳活TV
脳トレをテーマにしたクイズを放送。2009年12月 - 2010年2月、2010年4月、2011年3月、2011年10月 - 12月、2014年10月 - 2015年1月の間の月曜日に同内容で放送されていた。

### 旬の種TV
2009年12月4日から2010年4月30日まで放送された生活情報特集で、健康・ファッション・郷土料理などについて放送。また、2011年4月4日から10月31日までと、2012年4月2日から6月25日まで月曜日に放送された。

### 解決!TV
2010年1月8日から3月26日までと、10月4日から2011年3月28日まで放送された日本司法書士会連合会協力の法律問題特集で、身近で起こるトラブルをテーマにして子役の鏑木海智がスラスラ答える形で放送。

### 食べるTV
2010年5月6日から9月30日まで放送された食育特集で、食育をテーマにしたクイズを放送。

### カラダTV
2010年5月7日から9月24日まで放送された健康体操特集で、地域のオリジナル体操を紹介する形で放送。

### キラ☆TV
2010年10月1日から2011年4月1日まで放送されたドキュンタリー特集で、全国各地で輝いている人達を紹介するドキュメンタリーを放送。また、番組タイトルにある「☆」はキラと読む。

### キズナTV
2010年10月7日から2011年3月31日まで放送された探検特集で、全国各地の田舎を探検して『大切な人との絆』を感じさせるものを紹介する形で放送。

### 元気者TV
2011年11月7日から2012年3月26日まで放送されたドキュメンタリー特集で、全国各地の健康な高齢者を紹介する形で放送。

### 世界海峡TV
2012年1月28日に放送した特別番組『世界海峡イスタンブール〜玉木宏アジア紀行 最果ての海へ!〜』とのコラボ特集で同年1月の毎週木曜日のみ、俳優の玉木宏が世界各地を旅行する形で放送。尚、『世界海峡TV』放送時『ごごネタ!』のオープニングアニメが放送されていなかった。

### とれたてTV
2012年4月より放送されている食材企画で、採れたての食材を紹介する形で放送。日本ハムによる実質一社提供で放送していた。

### スマートライフTV
2012年7月2日から2013年3月25日まで放送されていた特集。ほけんの窓口の一社提供番組。保険に関する豆知識や素朴な疑問をミニドラマ仕立てで放送。

### ママ笑みTV
2012年6月22日から2013年9月27日まで放送されていた。日本ハム（スポンサー表記は同社の商品「彩りキッチン」）。育児系漫画『うちの3姉妹』の原作者で知られている漫画家・松本ぷりっつの作画によるFlashアニメの間に、実写パート（材料・調理の説明）を挟むという放送スタイルを採用していた。

### ビューティーTV
2014年5月5日から9月29日まで放送されていた。アデランスの一社提供番組。美容・メイク法など様々な“キレイ"のプロから、おしゃれで素敵な女性になれるとっておきの情報を紹介する形で放送。

### ハグくむTV
2012年5月から2015年3月までBenesseの一社提供・協力で放送されているコーナーで、番組で募集している子育て主婦とその子供（0〜4歳児）が出演（自宅で収録）し、自らの子育てに関するエピソードを語る。

### ステキ空間 美飾クラブTV
2015年4月6日から9月30日まで放送されていた。キヤノンの一社提供で、特徴ある家を取り上げ、その中の「美飾ポイント」を3つ紹介してもらう。

### う米っ!TV
2015年10月5日から11月30日まで放送されていた。アイリスオーヤマの一社提供。おいしい米を食べるための豆知識をドラマで紹介する。

### ハッピーフォトTV
2013年10月4日から2016年3月25日までの間、スタジオアリスの一社提供・協力で放送されていたコーナー。番組で公募した家族が、写真をもとに子どもとのエピソードを語る。

### 快適!こだわりライフTV
2015年12月7日から2016年3月28日までの間、アイリスオーヤマの一社提供で放送されていたコーナー。日々の暮らしを快適にするための耳寄りな情報を嫁（三倉佳奈）、姑（兎本有紀）の視点でドラマ形式で紹介する。

### クックTV
放送開始当初から2016年3月29日まで放送されていたコーナー。東洋水産の一社提供。進行は、ホラン千秋。
東洋水産の製品を用いた料理を、実際に調理しながら紹介する。料理のレシピはCOOKPADに掲載される。（かつてはCOOKPADに掲載されているレシピから紹介していた）
放送曜日には変動があり、過去には金曜を除く週4回放送された時期（2010年3月）もあった。2014年4月から火曜のみの放送。

### 雪月花TV
2011年4月6日から2016年3月30日まで、積水ハウスの一社提供で放送されていたコーナーで、全国各地の自然を紹介する形で放送。なお、『ごごネタ!』のオープニングアニメは放送されておらず、冒頭で当番組用に編曲された「積水ハウスの歌」が流れていた。

### くらしにピントTV
2015年2月2日より2016年3月31日まで、DCMホールディングスの一社提供で放送されていたコーナーで、家族みんなで賢く豊かな、そしてオシャレで楽しい毎日を送るための『ピント』を紹介。

## 出演者

### メインパーソナリティ（MC）
月曜日
- 三倉佳奈（2015年12月7日 - 2016年3月28日）
- 兎本有紀（2015年12月7日 - 2016年3月28日）

火曜日
- 八木早希（2012年10月2日 - 2016年3月29日 、2013年4月 - 9月は月曜日にも出演）
- 伊藤小春（2014年4月1日 - 2015年3月31日）
- 木村ひより（2015年4月7日 - 2016年3月29日 ）
- 根本美緒（2009年12月 - 2012年9月）

木曜日
- うじきつよし（2015年2月2日 - 2016年3月31日）
- 堀ひろこ（2015年2月2日 - 2016年3月31日）

## ネット局と放送時間
| 放送対象地域   | 放送局                    | 系列           | 放送時間（JST）                                       | 備考・脚注                               |
| -------------- | ------------------------- | -------------- | ----------------------------------------------------- | ---------------------------------------- |
| 中京広域圏     | CBCテレビ（CBC）          | TBS系列        | 月 - 金曜日 13時52分 - 13時55分                       | 【制作局】                               |
| 北海道         | 北海道放送（HBC）         | TBS系列        | 月 - 金曜日 13時52分 - 13時55分                       | 同時ネット                               |
| 青森県         | 青森テレビ（ATV）         | TBS系列        | 月 - 金曜日 13時52分 - 13時55分                       | 同時ネット                               |
| 岩手県         | IBC岩手放送（IBC）        | TBS系列        | 月 - 金曜日 13時52分 - 13時55分                       | 同時ネット                               |
| 宮城県         | 東北放送（TBC）           | TBS系列        | 月 - 金曜日 13時52分 - 13時55分                       | 同時ネット                               |
| 山形県         | テレビユー山形（TUY）     | TBS系列        | 月 - 金曜日 13時52分 - 13時55分                       | 同時ネット                               |
| 福島県         | テレビユー福島（TUF）     | TBS系列        | 月 - 金曜日 13時52分 - 13時55分                       | 同時ネット                               |
| 関東広域圏     | TBSテレビ（TBS）          | TBS系列        | 月 - 金曜日 13時52分 - 13時55分                       | 同時ネット                               |
| 山梨県         | テレビ山梨（UTY）         | TBS系列        | 月 - 金曜日 13時52分 - 13時55分                       | 同時ネット                               |
| 新潟県         | 新潟放送（BSN）           | TBS系列        | 月 - 金曜日 13時52分 - 13時55分                       | 同時ネット                               |
| 長野県         | 信越放送（SBC）           | TBS系列        | 月 - 金曜日 13時52分 - 13時55分                       | 同時ネット                               |
| 静岡県         | 静岡放送（SBS）           | TBS系列        | 月 - 金曜日 13時52分 - 13時55分                       | 同時ネット                               |
| 富山県         | チューリップテレビ（TUT） | TBS系列        | 月 - 金曜日 13時52分 - 13時55分                       | 同時ネット                               |
| 石川県         | 北陸放送（MRO）           | TBS系列        | 月 - 金曜日 13時52分 - 13時55分                       | 同時ネット                               |
| 近畿広域圏     | 毎日放送（MBS）           | TBS系列        | 月 - 金曜日 13時52分 - 13時55分                       | 同時ネット                               |
| 鳥取県 島根県  | 山陰放送（BSS）           | TBS系列        | 月 - 金曜日 13時52分 - 13時55分                       | 同時ネット                               |
| 岡山県 香川県  | 山陽放送（RSK）           | TBS系列        | 月 - 金曜日 13時52分 - 13時55分                       | 同時ネット                               |
| 広島県         | 中国放送（RCC）           | TBS系列        | 月 - 金曜日 13時52分 - 13時55分                       | 同時ネット                               |
| 山口県         | テレビ山口（tys）         | TBS系列        | 月 - 金曜日 13時52分 - 13時55分                       | 同時ネット                               |
| 愛媛県         | あいテレビ（ITV）         | TBS系列        | 月 - 金曜日 13時52分 - 13時55分                       | 同時ネット                               |
| 高知県         | テレビ高知（KUTV）        | TBS系列        | 月 - 金曜日 13時52分 - 13時55分                       | 同時ネット                               |
| 福岡県         | RKB毎日放送（RKB）        | TBS系列        | 月 - 金曜日 13時52分 - 13時55分                       | 同時ネット                               |
| 長崎県         | 長崎放送（NBC）           | TBS系列        | 月 - 金曜日 13時52分 - 13時55分                       | 同時ネット                               |
| 熊本県         | 熊本放送（RKK）           | TBS系列        | 月 - 金曜日 13時52分 - 13時55分                       | 同時ネット                               |
| 大分県         | 大分放送（OBS）           | TBS系列        | 月 - 金曜日 13時52分 - 13時55分                       | 同時ネット                               |
| 宮崎県         | 宮崎放送（MRT）           | TBS系列        | 月 - 金曜日 13時52分 - 13時55分                       | 同時ネット                               |
| 鹿児島県       | 南日本放送（MBC）         | TBS系列        | 月 - 金曜日 13時52分 - 13時55分                       | 同時ネット                               |
| 沖縄県         | 琉球放送（RBC）           | TBS系列        | 月 - 金曜日 13時52分 - 13時55分                       | 同時ネット                               |
| 過去のネット局 |                           |                |                                                       |                                          |
| 秋田県         | 秋田放送（ABS）           | 日本テレビ系列 | 2012年4月3日 - 2013年10月2日 水曜 11時25分 - 11時30分 | 2日遅れ 「クックTV」月曜放送分のみ放送。 |